# Каршијака
Каршијака (тур. Karşıyaka) округ је покрајине Измир у Турској. Дистрикт се простире на дванаест километара дуж северне и источне обале врха Измеранског залива. Његов центар је удаљен 6 км северно од традиционалног центра Измира, а то је Трг Конак у Конаку на супротној обали. Простор Каршијаке окружен је окрузима Менемен на северу, Борнови на истоку и Цигли на западу. Поред активног места трговине, културе и образовних активности и туризма, Каршијака такође има урбану културу усредсређену на спортски клуб Каршијака СК, који има велику и страствену навијачку групу.

## Галерија
- Парк Осман-бег
- Типичне зграде
- Зграде дуж Мавишехира
- Обала Мавишехир